# TSV 1860 Monachium
TSV 1860 Monachium (niem. TSV 1860 München) – niemiecki klub sportowy z siedzibą w Monachium w Bawarii. Klub był jednym z członków założycieli Bundesligi w 1963 i łącznie rozegrał 20 sezonów w niemieckiej ekstraklasie.

## Historia

### Powstanie klubu
Korzeni powstania TSV jako stowarzyszenia gimnastycznego i promującego ogólną kulturę fizyczną, należy szukać w spotkaniu, które miało miejsce 15 lipca 1848 w lokalnym pubie Buttleschen Brauerei zum Bayerischen Löwen. W 1849 działalność klubu została zawieszona przez bawarską monarchię pod pretekstem "republikańskich poglądów", jednak 17 maja 1860 klub został oficjalnie reaktywowany. W 1862 do stowarzyszenia włączyło się kilka mniejszych, miejscowych klubów pod wspólną nazwą Turnverein München. Sekcja piłki nożnej powstała 6 marca 1899, a swoje pierwsze mecze przeciwko innym zespołom rozgrywała trzy lata później.

### Z przełomu wieków do wielkiej wojny
W 1911 drużyna piłkarska za swój symbol przyjęła wizerunek lwa, a w 1919 zmieniła swą nazwę na używaną do dziś – TSV München 1860. Lata 20. XX wieku to dla TSV okres gry w narodowych rozgrywkach, takich jak Bezirksliga Bayern, a największy sukces tych czasów to półfinał narodowych mistrzostw w 1927. Die Löwen, czyli Lwy, do niemieckiego czempionatu awansowały także w 1931, jednak przegrali z zespołem Herthy w stosunku 2:3. Dwa lata później powtórzyli swój udział w półfinale, jednak piłkarze z Monachium uznali wyższość rywali z FC Schalke 04. Drużyna spod znaku lwa nie mogła nawiązać walki z ekipą z Gelsenkirchen, która w latach 30. i 40. miała stać się główną siłą niemieckiego futbolu.
Na skutek objęcia władzy przez nazistów i nastaniu Trzecią Rzeszy, w 1933 reformom organizacyjnym uległ także niemiecki futbol. Duży obszar Rzeszy został podzielony na szesnaście równych dywizji regionalnych pod nazwą Gauliga. TSV przypadła w udziale Gauliga Bayern, której wicemistrzostwa wywalczyło w 1934, 1938 i 1939, aby w roku 1941 sięgnąć po mistrzostwo regionu. Zgodnie z zasadami rozgrywek, jako mistrzowie swojej Gauligi monachijczycy awansowali do narodowej fazy play-off, w której lepsi okazali się tylko finaliści z Rapidu Wiedeń. W następnym sezonie TSV nie zdołało awansować do rozgrywek pucharowych, ale dzięki pokonaniu Schalke 04 sięgnęło po protoplastę pucharu Niemiec – Tschammerpokal. W 1943 drużyna zakończyła udział w play-offach na ćwierćfinałach.

### Po wojnie
Po zakończeniu II wojny światowej, 1860 brało udział w rozgrywkach Oberligi Süd, w której początkowo pełniło rolę zespołu środka tabeli. Zespół spędził jednak trzy lata poza najwyższą klasą rozgrywkową w latach 50. Drużyna zaczęła się jednak liczyć w najważniejszym momencie, kiedy to mistrzostwo w roku 1963 dało piłkarzom Lwów bezpośredni awans do nowej profesjonalnej ligi – Bundesligi, podczas gdy ich rywale zza miedzy, Bayern Monachium, na przepustkę do ekstraklasy musieli czekać dwa lata, odkąd niemiecka federacja nie zgodziła się na dwie drużyny z tego samego miasta w nowych rozgrywkach. 1860 prezentowało dobrą dyspozycję przez lata 60. – w 1964 osiągnęło kolejny ważny sukces, zwyciężając w rozgrywkach Pucharu Niemiec. Dało to zespołowi z Bawarii miejsce w Pucharze Zdobywców Pucharów, gdzie dotarli do finału, w którym przegrali z angielskim West Ham United 0:2. To jednak nie był koniec triumfów zespołu – w 1966 TSV zdobyło mistrzostwo Bundesligi, a kolejny sezon ukończyło ze srebrnym medalem tych rozgrywek.

### Lata 70. i 80.
Wcześniejsze sukcesy nie znalazły swojej kontynuacji w trzech kolejnych sezonach, co doprowadziło do spadku do Regionalligi Süd w 1970. Siedem lat czekał zespół 1860 na awans do ekstraklasy, który nastąpił po trójmeczu z Arminią Bielefeld. Beniaminek Bundesligi nie utrzymał się jednak w lidze i ponownie spadł klasę niżej. Tendencja spadków i awansów trwała nadal – rok później 1860 powróciło do Bundesligi tylko po to, aby dwa lata później znowu nie utrzymać się w lidze.

### Od lat 90. do czasów obecnych
Poza najwyższą klasą rozgrywkową klub znajdował się dwanaście lat. Czarną serię przerwał awans w roku 1994 – sezon powrotny okazał się jednak bardzo trudny i tylko dzięki wzmożonym wysiłkom piłkarzy beniaminek zajął 14. pozycję. Pozytywem tamtego okresu mogły być udane transfery klubu. Dzięki działaniom prezydenta Karla-Heinza Wildmosera i menedżera Wernera Loranta kadrę klubu zasilili tacy zawodnicy, jak: napastnik Olaf Bodden, skrzydłowy Harald Cerny, rozgrywający Piotr Nowak i piłkarze bloku defensywnego – Miroslav Stević, Jens Jeremies i Manfred Schwabl. Swoją przystań w 1860 znalazły wówczas także dogasające gwiazdy światowego formatu – Abedi Pele, Thomas Häßler czy Davor Šuker szybko stali się ulubieńcami publiczności oraz wnieśli sporo pozytywnego wkładu w zespół.
Pod despotycznymi rządami wyżej wspomnianej dwójki, sprawdzeni weterani i utalentowana młodzież stworzyła tandem, który pozwolił zespołowi utrzymać się w lidze i stać się drużyną środka tabeli. Notowania TSV raptownie wzrosły, gdy w 2000 finiszowało w Bundeslidze na czwartym miejscu, co dało przepustkę do III rundy kwalifikacyjnej Ligi Mistrzów. W dwumeczu z angielskim Leeds United Niemcy przegrali w 1:3, a w rozgrywkach Pucharu UEFA ich przygoda skończyła się na włoskiej Parmie. Pozytywne wrażenie, jakie klub zostawił po sobie w europejskich rozgrywkach, nie znalazły przełożenia w długofalowej strategii rozwoju klubu i menedżer Lorant rozstał się z zespołem.
Po dekadzie spędzonej w Bundeslidze, 1860 niespodziewanie zakończyło sezon 2003/04 na 17. miejscu w tabeli, co oznaczało kolejny w historii spadek do 2. Bundesligi. Wildmoser poważnie zniechęcił do siebie fanów Lwów, kiedy zjednoczył się ze znienawidzonymi rywalami z Bayernu w sprawie nowego stadionu w Monachium – Allianz Arena. Obie monachijskie drużyny miały jednakowo korzystać z nowo powstałego obiektu. Kariera prezesa w klubie dobiegła końca, kiedy jego syna, Karla-Heinza juniora, przyłapano na skandalu łapówkarskim ściśle związanym z przetargami na budowę nowego stadionu.
Ostatnie pięć lat dla klubu zaczęły się mało korzystnie. Oprócz problemów natury sportowej, gdy w 2006 1860 było o krok od spadku do Regionalligi, pojawiły się także kłopoty finansowe. Wybawieniem dla księgowych klubu okazał się bogaty rywal zza miedzy – Bayern Monachium w kwietniu 2006 zapłacił klubowi 11 mln euro za połowę udziałów w stadionie, co pozwoliło znacznie poprawić bilans finansowy. Spory dochód okazał się kluczowy przy otrzymaniu licencji na grę w 2. Bundeslidze, którą przed sezonem 2006/07 klubowi przyznała federacja.
Od momentu spadku, zespół prowadziło kolejnych kilku menedżerów. Pierwszy trudnego zadania podjął się Rudi Bommer. Jego następcami byli Reiner Maurer, Walter Schachner, Marco Kurz i Uwe Wolf. Dyrektorem sportowym klubu został były reprezentant Niemiec, Stefan Reuter. Żaden z menedżerów nie podołał zadaniu przywrócenia zespołu do najwyższej klasy rozgrywkowej. Obecna kadra zespołu z powodu sytuacji finansowej zawiera sporo wychowanków i młodych piłkarzy.
Od 13 maja 2009 do 2010 szkoleniowcem TSV 1860 był Ewald Lienen. Jego następcą jest obecnie Reiner Maurer.

## Historia herbu

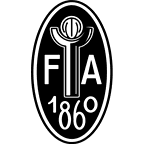
1899-1911
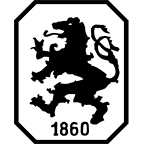
14.03.1934-1949
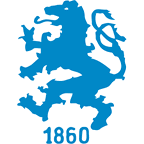
1949-1952
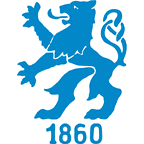
1952-1964
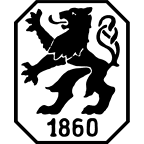
1964-1973
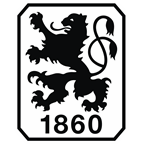
Od 1973

## Stadion

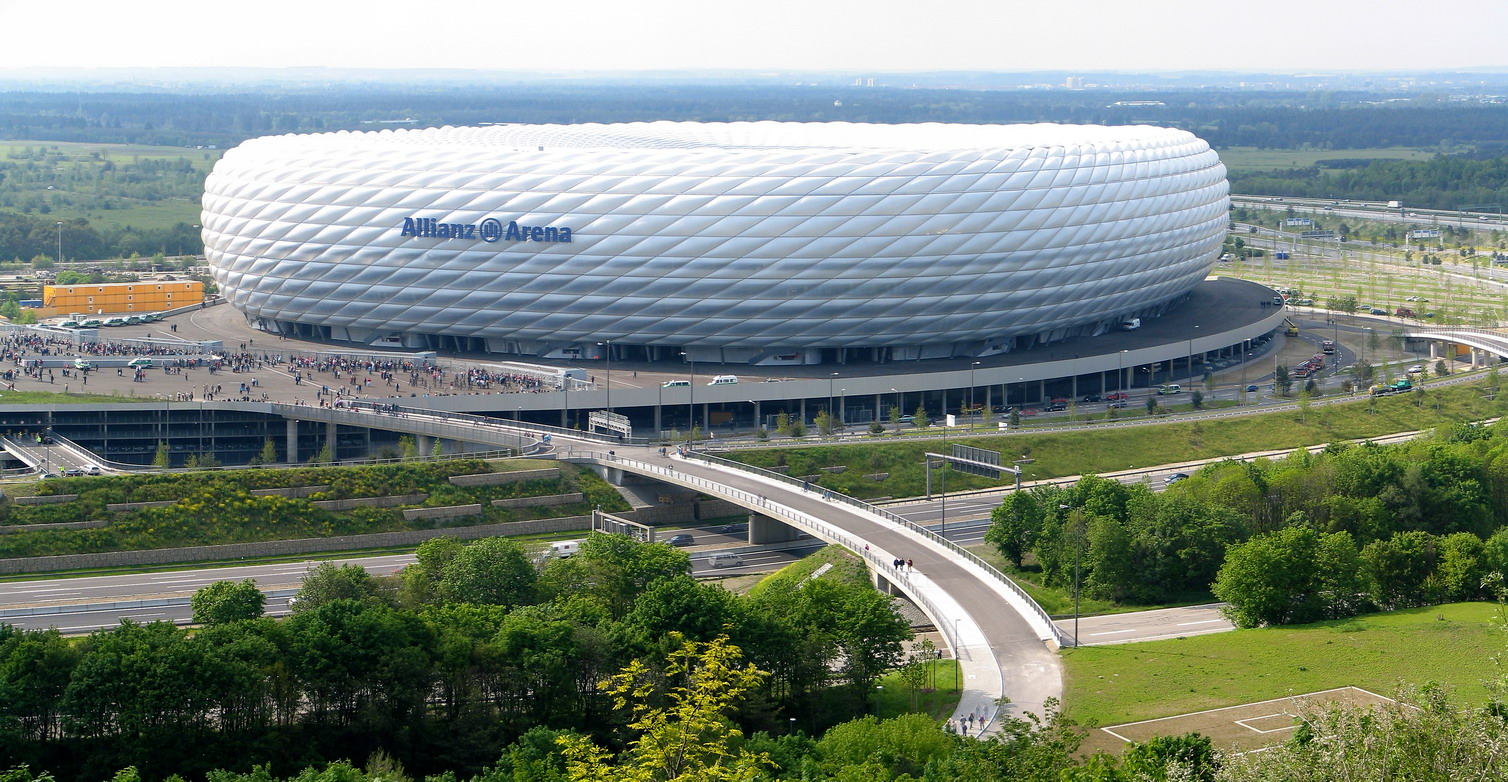
Stadion Allianz Arena

TSV 1860 domowe spotkania rozgrywa na Allianz Arena, którą to dzieli z lokalnymi rywalami z Bayernu Monachium. Nowoczesna powłoka stadionu świeci na niebiesko, gdy na obiekcie odbywa się spotkanie 1860. Debiutanckim meczem gospodarzy na nowym stadionie był towarzyski pojedynek z 1. FC Nürnberg 30 maja 2005. Stadion w Monachium gościł także uczestników mundialu w 2006, gdzie był areną meczu otwarcia między gospodarzami a Kostaryką, oraz m.in. meczu 1/16 między Niemcami a Szwecją oraz półfinału Francja-Portugalia.
Każdy z monachijskich klubów miał 50% udziałów w kompleksie stadionowym, jednak biedniejszy z gospodarzy 28 kwietnia 2006 odsprzedał swoją część bogatszym sąsiadom z powodu poważnych kłopotów finansowych.
Pierwszym stadionem TSV był stadion Grünwalderstraße, który powstał w 1911. Obiekt zwany także "Sechzger Stadion", czyli "stadionem sześćdziesiątek", także dzielili z największymi rywalami w latach 1925–1972. Kiedy powstał Stadion Olimpijski, oba kluby także stały się gospodarzami obiektu. Podczas gdy Bayern pozostał na Olympiastadion aż do budowy Allianz Arena, 1860 powracało na stary stadion, co ostatnio miało miejsce w 2004.

## Sponsoring
W 2009 roku głównym sponsorem klubu została polska spółka informatyczna Comarch. Wiązało się to z jubileuszem 150-lecia istnienia klubu. Umowa została zawarta na trzy lata, lecz przedwcześnie wypowiedziana, była ważna do końca sezonu 2010/2011.

## Sukcesy

### Trofea międzynarodowe
| \| \| Zdobyte trofea w rozgrywkach międzynarodowych (stan na: 29-04-2016) \| |                                                                     |      |          |
| Rozgrywki                                                                    | Osiągnięcie                                                         | Razy | Sezon(y) |
| · Puchar Zdobywców                                                           | zdobywca                                                            | –    |          |
| · Puchar Zdobywców                                                           | finalista                                                           | 1    | 1965     |
| FIFA                                                                         | Zdobyte trofea w rozgrywkach międzynarodowych (stan na: 29-04-2016) |      |          |

### Trofea krajowe
| \| \| Zdobyte trofea w rozgrywkach Niemiec (stan na: 22-05-2021) \| |                                                            |      |            |
| Rozgrywki                                                           | Osiągnięcie                                                | Razy | Sezon(y)   |
| · Mistrzostwo                                                       | I miejsce                                                  | 1    | 1966       |
| · Mistrzostwo                                                       | II miejsce                                                 | 2    | 1931, 1967 |
| · Mistrzostwo                                                       | III miejsce                                                | –    |            |
| Puchar                                                              | zdobywca                                                   | 2    | 1942, 1964 |
| Puchar                                                              | finalista                                                  | –    |            |
| Niemcy                                                              | Zdobyte trofea w rozgrywkach Niemiec (stan na: 22-05-2021) |      |            |

- Oberliga Süd (I): 1963
- Gauliga Bayern: 1941
- Gauliga Bayern, południowa dywizja: 1943
- 2. Bundesliga Süd (II): 1979
- 2. Bundesliga Süd (II) finaliści: 1977
- 2.Oberliga Süd (II): 1955, 1957
- Oberliga Bayern (III): 1984, 1991, 1993

## Sezony (w XXI wieku)
| Sezon     | Liga                  | Poziom | Miejsce w lidze | Uwagi                         |
| --------- | --------------------- | ------ | --------------- | ----------------------------- |
| 1999/2000 | Bundesliga            | I      | 4               |                               |
| 2000/2001 | Bundesliga            | I      | 11              |                               |
| 2001/2002 | Bundesliga            | I      | 9               |                               |
| 2002/2003 | Bundesliga            | I      | 10              |                               |
| 2003/2004 | Bundesliga            | I      | 17              |                               |
| 2004/2005 | 2. Bundesliga         | II     | 4               |                               |
| 2005/2006 | 2. Bundesliga         | II     | 13              |                               |
| 2006/2007 | 2. Bundesliga         | II     | 8               |                               |
| 2007/2008 | 2. Bundesliga         | II     | 11              |                               |
| 2008/2009 | 2. Bundesliga         | II     | 12              |                               |
| 2009/2010 | 2. Bundesliga         | II     | 8               |                               |
| 2010/2011 | 2. Bundesliga         | II     | 9               |                               |
| 2011/2012 | 2. Bundesliga         | II     | 6               |                               |
| 2012/2013 | 2. Bundesliga         | II     | 6               |                               |
| 2013/2014 | 2. Bundesliga         | II     | 7               |                               |
| 2014/2015 | 2. Bundesliga         | II     | 16              | wygrane baraże o utrzymanie   |
| 2015/2016 | 2. Bundesliga         | II     | 15              |                               |
| 2016/2017 | 2. Bundesliga         | II     | 16 *            | przegrane baraże o utrzymanie |
| 2017/2018 | Regionalliga (Bayern) | IV     | 1               | wygrane baraże o awans        |
| 2018/2019 | 3. Fußball-Liga       | III    | 12              |                               |
| 2019/2020 | 3. Fußball-Liga       | III    | 8               |                               |
| 2020/2021 | 3. Fußball-Liga       | III    | 4               |                               |
| 2021/2022 | 3. Fußball-Liga       | III    | 4               |                               |
| 2022/2023 | 3. Fußball-Liga       | III    | 8               |                               |
| 2023/2024 | 3. Fußball-Liga       | III    | 15              |                               |
| 2024/2025 | 3. Fußball-Liga       | III    | 11              |                               |

*Drużyna z Monachium nie otrzymała licencji na grę w 3. Lidze i została zdegradowana do Regionalligi.

## Szkoleniowcy
| - Fred Spiksley (1913) - Max Merkel (1963–1966) - Hans-Wolfgang Weber (1966–1967) - Gunter Baumann (1967) - Albert Sing (1967–1968) - Hans Pilz (1968–1969) - Fritz Langner (1969) - Franz Binder (1969–1970) - Hans Tilkowski (1970–1972) - Elek Schwartz (1972–1973) - Rudi Gutendorf (1973–1974) - Max Merkel (1974–1975) - Heinz Lucas (1975–1978) - Eckhard Krautzun (1978–1979) - Alfred Baumann (1979) - Carl-Heinz Rühl (1979–1981) - Wenzel Halama (1981–1982) - Willibert Kremer (1982) - Kurt Schwarzhuber (1982) - Erich Beer (1983) - Bernd Patzke (1983–1984) |  | - Octavian Popescu (1984) - Erich Beer (1984) - Wenzel Halama (1984–1986) - Dieter Kurz (1986) - Fahrudin Jusufi (1986–1987) - Thomas Zander (1987) - Uwe Klimaschewski (1987–1988) - Willi Bierofka (1988–1990) - Karsten Wettberg (1990–1992) - Werner Lorant (1992–2001) - Peter Pacult (2001–2003) - Falko Götz (2003–2004) - Gerald Vanenburg (2004) - Rudolf Bommer (2004) - Reiner Maurer (2004–2006) - Bernhard Trares (2006) - Walter Schachner (2006–2007) - Marco Kurz (2007–2009) - Uwe Wolf (2009) - Ewald Lienen (2009–2010) - Reiner Maurer (2010–2012) |  | - Alexander Schmidt (2012–2013) - Friedhelm Funkel (2013–2014) - Markus von Ahlen (2014) - Ricardo Moniz (2014) - Markus von Ahlen (2014–2015) - Torsten Fröhling (2015) - Benno Möhlmann (2015–2016) - Daniel Bierofka (2016) - Kosta Runjaić (2016) - Daniel Bierofka (2016) - Vítor Pereira (2017) - Daniel Bierofka (2017–) |

## Inne sekcje klubu

### TSV 1860 Monachium II
Turn- und Sportverein München von 1860 II jest drużyną rezerwową klubu TSV 1860 Monachium. Drużyna obecnie występuje w Regionallidze Bayern (4. poziom rozgrywek piłki nożnej w Niemczech). Do 2005 roku zespół grał pod nazwą TSV 1860 Monachium Amateure.

#### Stadion
Klub rozgrywa swoje mecze domowe na stadionie Grünwalderstraße Stadion w mieście Monachium, który może pomieścić 10,240 widzów.

#### Sukcesy
- Amateurliga Bayern-Süd (III):
  - mistrzostwo: 1961.
- 2nd Amateurliga Oberbayern A (IV):
  - mistrzostwo: 1959.
- Oberliga Bayern (IV):
  - mistrzostwo: 1997 i 2004.
  - wicemistrzostwo: 2002 i 2003.
- Regionalliga Bayern (IV):
  - mistrzostwo: 2013.
- Bezirksliga Oberbayern-Ost (V):
  - mistrzostwo: 1973.
- Landesliga Bayern-Süd (V):
  - mistrzostwo: 1996.
- Bezirksliga Oberbayern-Süd (VI):
  - mistrzostwo: 1990.
- Oberbayern Cup (Puchar  Górnej Bawarii):
  - zdobywca: 1997, 1998 i 2003.

#### Sezony (w XXI wieku)
| Sezon   | Liga                | Poziom | Miejsce |
| 1999-00 | Regionalliga Süd    | III    | 7       |
| 2000-01 | Regionalliga Süd    | III    | 16      |
| 2001-02 | Oberliga Bayern     | IV     | 2       |
| 2002-03 | Oberliga Bayern     | IV     | 2       |
| 2003-04 | Oberliga Bayern     | IV     | 1       |
| 2004-05 | Regionalliga Süd    | III    | 15      |
| 2005-06 | Regionalliga Süd    | III    | 15      |
| 2006-07 | Regionalliga Süd    | III    | 13      |
| 2007-08 | Regionalliga Süd    | III    | 13      |
| 2008-09 | Regionalliga Süd    | IV     | 6       |
| 2009-10 | Regionalliga Süd    | IV     | 7       |
| 2010-11 | Regionalliga Süd    | IV     | 8       |
| 2011-12 | Regionalliga Süd    | IV     | 13      |
| 2012-13 | Regionalliga Bayern | IV     | 1       |
| 2013-14 | Regionalliga Bayern | IV     | 3       |
| 2014-15 | Regionalliga Bayern | IV     | 3       |
| 2015-16 | Regionalliga Bayern | IV     | 10      |
| 2016-17 | Regionalliga Bayern | IV     | 18*     |
| 2017-18 | Bayernliga Süd      | V      | 14      |
| 2018-19 | Bayernliga Süd      | V      | 10      |
| 2019-20 | Bayernliga Süd      | V      | 6       |
| 2020-21 | Bayernliga Süd      | V      | 7       |
| 2021-22 | Bayernliga Süd      | V      | 7       |
| 2022-23 | Bayernliga Süd      | V      | 8       |
| 2023-24 | Bayernliga Süd      | V      |         |

*Pierwotnie klub zajął 2. miejsce, jednak w związku z nieotrzymaniem licencji przez pierwszy zespół i ich degradację do Regionalligi, zespół rezerw został przesunięty na ostatnie miejsce w tabeli i zdegradowany do Bayernligi.

#### Profil klubu
- TSV 1860 München II, [w:] baza Soccerway (drużyny) [dostęp 2021-01-02].

### Juniorzy
Drużyny juniorów TSV 1860 Monachium w sezonie 2016/17 występują w:
- Drużyna U-19 w Bundeslidze Süd/Südwest (1. poziom).
- Drużyna U-17 w Bundeslidze Süd/Südwest (1. poziom).

## Europejskie puchary
Legenda do wszystkich tabel:
- Q – runda eliminacyjna, 1/16, 1/8, 1/4, 1/2 – odpowiednia faza rozgrywek, Grupa – runda grupowa, 1r gr – pierwsza runda grupowa, 2r gr – druga runda grupowa, F – finał, R – runda, PO – play-off
- k. – rzuty karne, los. – losowanie, Dogr. – dogrywka, w. – zasada bramek strzelonych na wyjeździe

| Sezon   | Rozgrywki                 | Runda   | Klub                       | Dom     | Wyjazd  | Ogólnie      |
| ------- | ------------------------- | ------- | -------------------------- | ------- | ------- | ------------ |
| 1964/65 | Puchar Zdobywców Pucharów | 1R      | Union Luxembourg           | 6–0     | 4–0     | 10–0         |
| 1964/65 | Puchar Zdobywców Pucharów | 1/8     | FC Porto                   | 1–1     | 1–0     | 2–1          |
| 1964/65 | Puchar Zdobywców Pucharów | 1/4     | Legia Warszawa             | 0–0     | 4–0     | 4–0          |
| 1964/65 | Puchar Zdobywców Pucharów | 1/2     | Torino FC                  | 3–1     | 0–2     | 3–3, 2–0 (N) |
| 1964/65 | Puchar Zdobywców Pucharów | F       | West Ham United            | 0–2 (N) | 0–2 (N) | 0–2 (N)      |
| 1965/66 | Puchar Miast Targowych    | 1R      | Malmö FF                   | 4–0     | 3–0     | 7–0          |
| 1965/66 | Puchar Miast Targowych    | 2R      | Göztepe A.Ş.               | 9–1     | 1–2     | 10–3         |
| 1965/66 | Puchar Miast Targowych    | 1/8     | Servette FC                | 4–1     | 1–1     | 5–2          |
| 1965/66 | Puchar Miast Targowych    | 1/4     | Chelsea                    | 2–2     | 0–1     | 2–3          |
| 1966/67 | Puchar Europy             | 1R      | Omonia Nikozja             | 8–0     | 2–1     | 10–1         |
| 1966/67 | Puchar Europy             | 1/8     | Real Madryt                | 1–0     | 1–3     | 2–3          |
| 1967/68 | Puchar Miast Targowych    | 1R      | Servette FC                | 4–0     | 2–2     | 6–2          |
| 1967/68 | Puchar Miast Targowych    | 2R      | Liverpool                  | 2–1     | 0–8     | 2–9          |
| 1968/69 | Puchar Miast Targowych    | 1R      | Legia Warszawa             | 2–3     | 0–6     | 2–9          |
| 1969/70 | Puchar Miast Targowych    | 1R      | Skeid Fotball              | 2–2     | 1–2     | 3–4          |
| 1996    | Puchar Intertoto          | Grupa 8 | KAMAZ Nabierieżnyje Czełny | 0–1     |         | 2. miejsce   |
| 1996    | Puchar Intertoto          | Grupa 8 | SFC Opava                  |         | 2–0     | 2. miejsce   |
| 1996    | Puchar Intertoto          | Grupa 8 | Spartak Trnawa             |         | 1–2     | 2. miejsce   |
| 1996    | Puchar Intertoto          | Grupa 8 | ŁKS Łódź                   | 5–0     |         | 2. miejsce   |
| 1997/98 | Puchar UEFA               | 1R      | Jazz Pori                  | 6–1     | 1–0     | 7–1          |
| 1997/98 | Puchar UEFA               | 2R      | Rapid Wiedeń               | 2–1     | 0–3     | 2–4          |
| 2000/01 | Liga Mistrzów             | 3Q      | Leeds United               | 0–1     | 1–2     | 1–3          |
| 2000/01 | Puchar UEFA               | 1R      | FK Drnovice                | 1–0     | 0–0     | 1–0          |
| 2000/01 | Puchar UEFA               | 2R      | Halmstads BK               | 3–1     | 2–3     | 5–4          |
| 2000/01 | Puchar UEFA               | 3R      | Parma F.C.                 | 0–2     | 2–2     | 2–4          |
| 2001    | Puchar Intertoto          | 2R      | Sartid Smederevo           | 3–1     | 3–2     | 6–3          |
| 2001    | Puchar Intertoto          | 3R      | RKC Waalwijk               | 3–1     | 2–1     | 5–2          |
| 2001    | Puchar Intertoto          | 1/2     | Newcastle United           | 2–3     | 1–3     | 3–6          |
| 2002    | Puchar Intertoto          | 2R      | BATE Borysów               | 0–1     | 0–4     | 0–5          |